# Survivor (Parg)
Survivor is een nummer van de Armeense zanger en songwriter Parg. Het werd op 9 februari 2025 gepresenteerd en is geschreven door Parg zelf, samen met negen andere auteurs. De definitieve versie werd officieel uitgebracht op 21 maart 2025 en zal Armenië vertegenwoordigen op het Eurovisiesongfestival 2025 in Basel.

## Achtergrond en compositie
Survivor werd geschreven door Parg, Alex Wilke, Armen Paul, Benjamin Alasu, Eva Voskanian, Jon Aljidi, Joshua Curran, Martin Mooradian, Peter Boström en Thomas G:son. In april 2025 maakte Parg bekend dat er twee regels in het Armeens aan het nummer zouden worden toegevoegd voor zijn optreden op het Eurovisiesongfestival.

## Eurovisiesongfestival 2025
Zie ook: Armenië op het Eurovisiesongfestival 2025

### Depi Evratesil 2025
Depi Evratesil 2025 was de vierde editie van de Armeense nationale selectie voor het Eurovisiesongfestival, georganiseerd door AMPTV. De finale vond plaats op 16 februari 2025 in het Karen Demirchyan Sports and Concerts Complex in Jerevan. De show werd uitgezonden op Armenia 1, via de website 1tv.am en internationaal via het officiële YouTube-kanaal van het Eurovisiesongfestival.
Parg was een van de twaalf finalisten die door een jury werden geselecteerd na een auditieronde. Zijn nummer Survivor, dat oorspronkelijk pas op de dag van de finale zou worden onthuld, werd eerder uitgebracht op 9 februari 2025. Het nummer eindigde als tweede bij zowel de nationale als internationale jury’s, maar won de televoting, waarmee het uiteindelijk de selectie won en het ticket naar het Eurovisiesongfestival 2025 binnenhaalde.

### Op het Eurovisiesongfestival
Het Eurovisiesongfestival 2025 vindt plaats in de St. Jakobshalle in Basel, Zwitserland. De halve finales vinden plaats op 13 en 15 mei en de finale op 17 mei 2025. Tijdens de loting op 28 januari 2025 werd Armenië ingedeeld in de tweede halve finale en zal het optreden in de eerste helft van de show.